# Sterretje (dier)
De paarse geleikorst, gesterde geleikorst of sterretje (Botryllus schlosseri) is een kolonievormende zakpijp uit de familie Styelidae.

## Leefwijze
Bij deze kolonies delen groepjes zoïden een uitstroomsifo. De 2 mm brede zoïden zijn stervormig gerangschikt rondom die gemeenschappelijke atrioporus. Dankzij hun witte kleur steken ze duidelijk af tegen de geleiachtige grondmassa van de kolonie.
Het zijn filtervoeders die voedseldeeltjes uit het water filteren door kieuwspleten in de farynxwand. De aanzuiging van water geschiedt via een instroomsifo en verlaat de farynx weer via een uitstroomsifo. De larven hebben de vorm van kikkervisjes, die een staart met daarin een chorda en een holle dorsale zenuwstreng hebben.

## Verspreiding en leefgebied
De gesterde geleikorst komt voor vanaf de laagwaterlijn tot het ondiepe sublittoraal, op rotsen en schelpen, maar vooral op grote bruinwieren (Laminariaceae).

## Eigenschap
De gesterde geleikorst is een veelbestudeerd modelorganisme voor het onderzoek aan transplantatie en afstoting en aan evolutionaire ecologie. Een opvallende eigenschap van deze soort is namelijk dat er natuurlijke transplantatie bij voorkomt: verschillende individuen kunnen versmelten tot een individu.